# Granyena de les Garrigues
Granyena de les Garrigues là một đô thị trong tỉnh Lleida, cộng đồng tự trị Cataluña Tây Ban Nha. Đô thị Granyena de les Garrigues có diện tích là 20,47 ki-lô-mét vuông, dân số năm 2009 là 177 người với mật độ 8,65 người/km². Đô thị Granyena de les Garrigues có cự ly km so với tỉnh lỵ Lleida.